# William Bernard Ziff, Sr.
William Bernard Ziff, Sr. (1 de agosto de 1898—20 de dezembro de 1953) foi um editor estadunidense. Ele e Bernard G. Davis fundaram a Ziff Davis Inc. em 1927. Depois de sua morte, o filho, William B. Ziff, Jr. sucedeu-o à frente da Ziff Davis.